# Cratère multi-annulaire

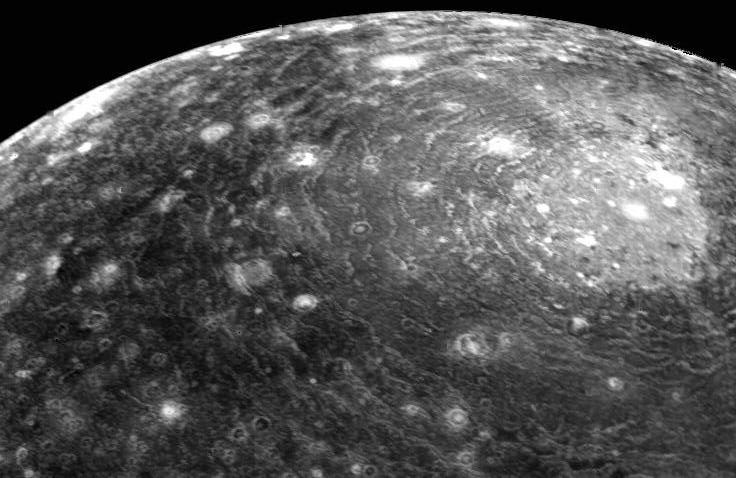
Bassin Valhalla sur la lune de Jupiter Callisto, prise par Voyager 1.

Un cratère à plusieurs anneaux (ou cratère d'impact multi-annulaire) n'est pas un simple cratère en forme de bol mais contient plusieurs anneaux topographiques concentriques. Un cratère à plusieurs anneaux peut être décrit comme un cratère d'impact massif, entouré de chaînes circulaires de montagnes. Ce type de cratère peut avoir une superficie de plusieurs milliers de kilomètres carrés.  
Les cratères d'impact d'un diamètre supérieur à 290 km sont appelés « bassins ».

## La structure des cratères multi-annulaires
Dans les anneaux adjacents, le rapport des diamètres se rapproche de √2 : 1 ≈ 1,41 à 1 ,

## Formation
Dans les collisions extrêmement importantes, le rebond de la surface à la suite du choc peut effacer toute trace du point d'impact initial. Habituellement, un cratère circulaire en pointe a une structure haute avec une terrasse et des structures affaissées à l'intérieur. 
Les cratères à anneaux multiples comptent parmi les cratères d'impact les plus grands, les plus anciens, les plus rares et les moins bien compris. Il existe différentes théories pour expliquer la formation de ces cratères, mais il n'y a actuellement aucun consensus ,. Par ailleurs, il existe des théories sur la formation de la mer lunaire appelée Mare Orientale. 

## Exemples

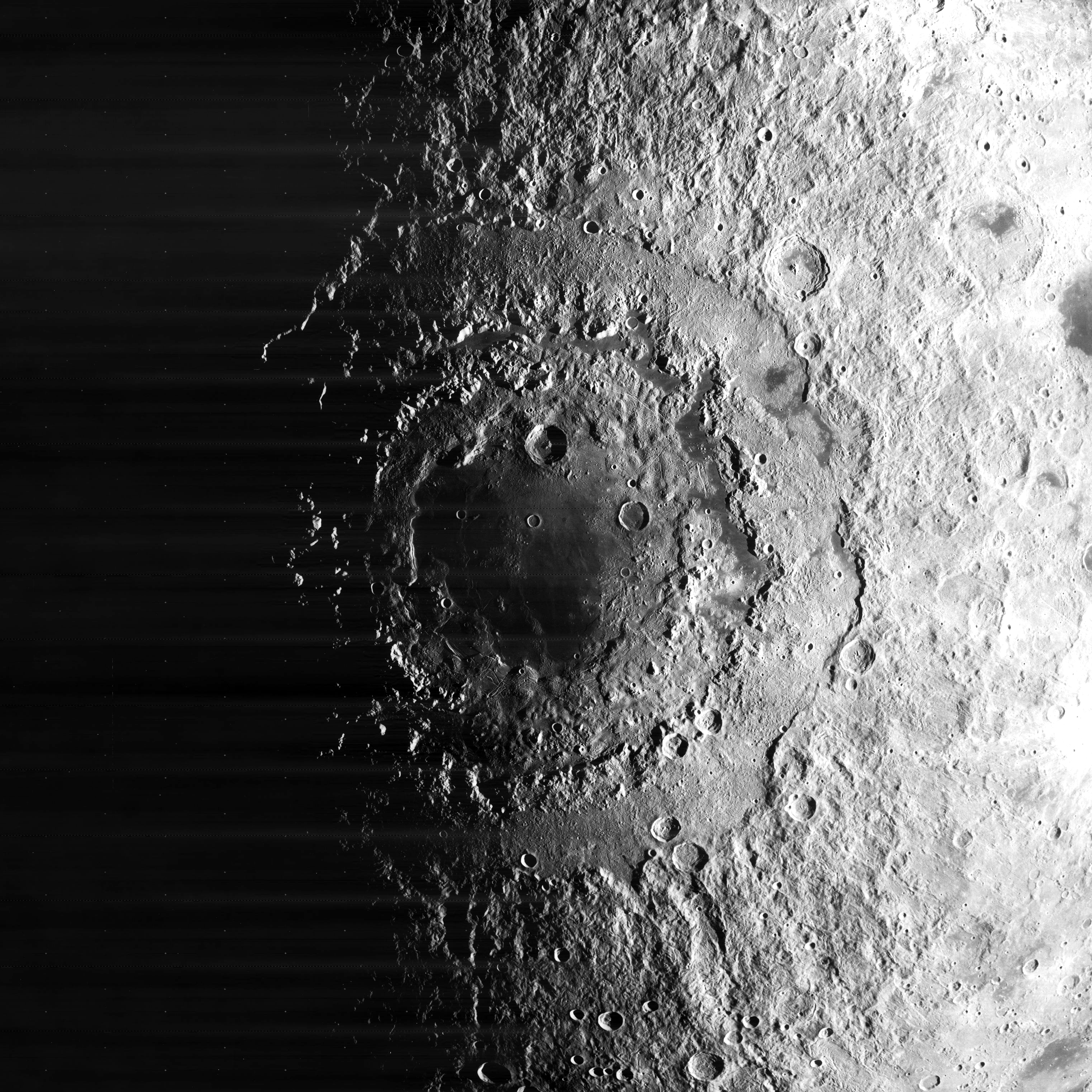
Mare Orientale, sur la Lune.

- Au Mexique, le cratère Chicxulub a une superficie suffisante pour avoir été un bassin à anneaux multiples [10]
- Sur la plus grande lune de Jupiter, Ganymède, le cratère Anubis est un bassin à plusieurs anneaux,
- Sur la lune de Saturne, Dioné, Evander est un bassin à anneaux multiples,
- Sur Mercure, le bassin de Caloris, entouré du Caloris Montes est un bassin à plusieurs anneaux,
- La Lune, la Mare Orientale est un bassin à anneaux multiples, créé par un astéroïde évalué à 64 Km de diamètre, près de la largeur de l'État de New York, voyageant à environ 52000 kilomètres par heure[11].
- Sur Callisto, la lune de Jupiter, Valhalla est un bassin à anneaux multiples.